# James Younghusband
James Joseph Placer Younghusband (Ashford, 4 settembre 1986) è un ex calciatore filippino, di ruolo centrocampista.

## Biografia
Nasce ad Ashford, cittadina della contea del Surrey, figlio dell'inglese Philip Younghusband Sr. e della filippina Susan Placer. È fratello maggiore di Philip Younghusband, anch'egli calciatore.

## Carriera

### Club
Nella stagione 2005-2006 è stato tesserato dal Chelsea, club della prima divisione inglese, con cui non ha però giocato nessuna partita ufficiale; tra il 2006 ed il 2010 ha giocato in vari club semiprofessionistici inglesi, tra la quinta e la settima divisione. In seguito ha giocato nelle Filippine in vari club di prima divisione. In carriera ha giocato anche 2 partite nei turni preliminari di AFC Champions League ed una partita nella Coppa dell'AFC.

### Nazionale
Tra il 2006 ed il 2019 ha totalizzato complessivamente 101 presenze e 12 reti con la nazionale filippina, con cui nel 2019 ha partecipato alla Coppa delle nazioni asiatiche (prima partecipazione di sempre per la nazionale a tale competizione), nella quale ha anche giocato una partita.

## Statistiche

### Cronologia presenze e reti in nazionale
| Cronologia completa delle presenze e delle reti in nazionale ― Filippine | Cronologia completa delle presenze e delle reti in nazionale ― Filippine | Cronologia completa delle presenze e delle reti in nazionale ― Filippine | Cronologia completa delle presenze e delle reti in nazionale ― Filippine | Cronologia completa delle presenze e delle reti in nazionale ― Filippine | Cronologia completa delle presenze e delle reti in nazionale ― Filippine | Cronologia completa delle presenze e delle reti in nazionale ― Filippine | Cronologia completa delle presenze e delle reti in nazionale ― Filippine |
| Data                                                                     | Città                                                                    | In casa                                                                  | Risultato                                                                | Ospiti                                                                   | Competizione                                                             | Reti                                                                     | Note                                                                     |
| ------------------------------------------------------------------------ | ------------------------------------------------------------------------ | ------------------------------------------------------------------------ | ------------------------------------------------------------------------ | ------------------------------------------------------------------------ | ------------------------------------------------------------------------ | ------------------------------------------------------------------------ | ------------------------------------------------------------------------ |
| 16-01-2019                                                               | Dubai                                                                    | Kirghizistan                                                             | 3 – 1                                                                    | Filippine                                                                | Coppa d'Asia 2019 - 1º turno                                             | -                                                                        | 60’                                                                      |
| Totale                                                                   |                                                                          | Presenze                                                                 | 1                                                                        |                                                                          | Reti                                                                     | 0                                                                        |                                                                          |